# Geoogde bodemwants
De geoogde bodemwants (Graptopeltus lynceus) is een wants uit de onderfamilie Rhyparochrominae en uit de familie bodemwantsen (Lygaeidae).
De onderfamilie Rhyparochrominae wordt ook weleens als een zelfstandige familie Rhyparochromidae gezien in een superfamilie Lygaeoidea. Lygaeidae is conform de indeling van bijvoorbeeld het Nederlands Soortenregister.

## Uiterlijk
De geoogde bodemwants is vrij breed en 6,7 tot 8 mm lang. De kop, de antennes en poten zijn zwart. Het schildje (scutellum) is zwart met bij de punt twee lichtbruine vlekken, die evenwijdig met de schuine kanten lopen en daardoor op een V vormen. De voorkant van het halsschild (pronotum) is zwart, terwijl het achterste deel lichtbruin is met veel donkerbruine stippels. De lichtbruine voorvleugels hebben ook veel donkerbruine stippels en een zwart met witte vlek. Het membraan (doorzichtige deel van de voorvleugels) is bruin tot donkerbruin. De zijrand van de voorvleugels hebben een lichtbruine rand, die doorloopt in een lichte, verdikte zijrand van het halsschild.
De wetenschappelijke naam Lynceus slaat op de deelnemer (Lynceus) van de tocht van de Argonauten, die bekendstaat om zijn scherpe zicht. Die is natuurlijk niet gekozen omdat deze wants zo goed kan kijken, maar vanwege de zwart met witte vlek op de voorvleugels die op een groot oog lijkt.

## Verspreiding en habitat
De soort is vanuit Noord-Afrika over Europa verspreid tot aan het zuiden van Scandinavië. Naar het oosten is hij verspreid tot aan de Kaukasus Hij heeft een voorkeur voor een droog, warm open leefgebied met zandgrond.

## Leefwijze
Deze bodemwantsen voeden zich met de zaden van planten uit de ruwbladigenfamilie (Boraginaceae) zoals Echium, ossentong (Anchusa), hondstong (Cynoglossum) en vergeet-mij-nietjes (Myosotis). De nimfen zuigen ook op planten uit andere families zoals de lipbloemenfamilie (Lamiaceae), vlinderbloemenfamilie (Fabaceae) en ooievaarsbekfamilie (Geraniaceae). Ze leven onder de planten, maar de imago’s en nimfen klimmen ook naar de bloemen van de planten. De imago’s overwinteren en paren in mei. Tegen het einde van juli ontstaat er een nieuwe volwassen generatie. Er wordt één generatie in een jaar gevormd.